# Markuszi (obwód żytomierski)
Markuszi (ukr. Маркуші) – wieś na Ukrainie, w obwodzie żytomierskim, w rejonie berdyczowskim. W 2001 liczyła 632 mieszkańców, spośród których 627 posługiwało się językiem ukraińskim, 4 rosyjskim, a 1 niemieckim.